# 賽考利克泰雅語

圖中標示泰雅語群的兩大方言群：“賽考利克泰雅語群”（藍色）及“澤敖利泰雅語群”（綠色）。

賽考利克泰雅語（Squliq Atayal）是台灣南島語言當中泰雅語的主要方言之一，廣泛分布台灣北部山區且連成一片，包括新北市烏來區、宜蘭縣大同鄉、桃園市復興區、新竹縣尖石鄉和五峰鄉、苗栗縣泰安鄉、台中市和平區和南投縣仁愛鄉。 這個方言內部的差異較小，各地區彼此之間有高度的溝通性，加上已有學習教材、傳說故事集、辭典、文法書和各類語言學論文研究發表及出版，可以說是泰雅語最具代表性的方言。「賽考利克」來自於這個方言裡對應於「人」的詞彙「squliq」。相較於其他方言來說，賽考利克泰雅語在音節結構、構詞和語法結構上較為簡化，存古性較低。

## 語音與拼寫
根據中華民國教育部公布的原住民族語言書寫系統，賽考利克泰雅語的語音和拼寫對應如下：

## 語法結構

### 詞序
賽考利克泰雅語的格位標記較簡化，故其詞序反而較為嚴格。一般句子詞序是「述語-主語」，是謂語為首的語言。當句子主要述語是雙論元（即及物動詞）時，其詞序為動賓主語序、其架構即是動詞--賓語（受詞）--主語（主詞）。